# Bonsaikatt
Bonsaikatt var en vandringssägen som florerade i början av 2000-talet. Den har sitt ursprung i en numera nedlagd webbplats som "sålde" levande katter uppfödda i glasburkar för att forma dem vackert. Sidan "tipsade" även om hur man kunde göra en egen bonsaikatt. Sajten startades år 2000 av några studenter vid Massachusetts Institute of Technology i USA och hade dessutom en falsk gästbok med positiva kommentarer från "nöjda kunder" för att förstärka illusionen.
Mängder av människor och djurrättsorganisationer skrev protestlistor mot djurplågeriet. FBI utredde hemsidan år 2001.